# Jacqueline Roque
Jacqueline Picasso rozená Roque (24. února 1926 Paříž – 15. října 1986 Paříž) byla umělecká múza a druhá manželka Pabla Picassa. Jejich manželství trvalo 11 let až do jeho smrti, a během této doby vytvořil více než 400 jejich portrétů.

## Život
Narodila se v roce 1926 v Paříži, byly jí jen dva roky, když její otec opustil matku a jejího čtyřletého bratra. Jacqueline mu nikdy neodpustila. Matka ji vychovávala ve stísněném domečku poblíž Champs-Élysées, kde pracovala dlouhé hodiny jako švadlena. Jacqueline bylo osmnáct let, když matka zemřela na mrtvici. V roce 1946 se provdala za inženýra André Hutina s nímž měla dceru Catherine Hutin-Blay. Mladá rodina se přestěhovala do Afriky, kde Hutin pracoval, ale o čtyři roky později se Jacqueline vrátila do Francie a s Hutinem se rozvedla. Usadila se na francouzské Riviéře a pracovala u svého bratrance v obchodě s keramikou ve Vallauris.
Zde se roku 1953 poprvé setkala s Picassem, kterému bylo 72 let, kdežto Jacqueline 27. Na Picassových obrazech se poprvé objevila roku 1954. Po dlouhém dvoření se stala jeho milenkou. Vzali se v roce 1961. V roce 1963 ji maloval 160krát a pak ve stále abstraktnější podobě až do roku 1972. Po Picassově smrti v roce 1973 se s ní soudila o dědictví Françoise Gilot, Picassova milenka z let 1943–1953 a matka dvou jeho dětí. Nakonec se obě dohodly, že založí Picassovo muzeum v Paříži. Osamělá Jacqueline se však z Picassovy smrti nevzpamatovala a v roce 1986 se zastřelila.